# Duchowo
Duchowo (niem. Duchawe, 1936 - 1945 Weinberge) – wieś w Polsce położona w województwie dolnośląskim, w powiecie milickim, w gminie Milicz.

## Podział administracyjny
W latach 1975–1998 miejscowość administracyjnie należała do województwa wrocławskiego.

## Zabytki
Do wojewódzkiego rejestru zabytków wpisany jest:
- wiatrak (koźlak), zabytkowy, drewniany z 1671 r.